# Borovci, Markovci
Borovci (prekmursko Borouvci) so naselje v Občini Markovci.